# Жуль Верн (місячний кратер)
Кра́тер Жюль Верн (лат. Jules Verne) — великий стародавній метеоритний кратер у південній півкулі зворотного боку Місяця. Назва присвоєна на честь французького географа і письменника Жуля Верна (1828—1905); затверджено Міжнародним астрономічним союзом у 1961 році. Утворення кратера відбулось у донектарському періоді.

## Опис кратера

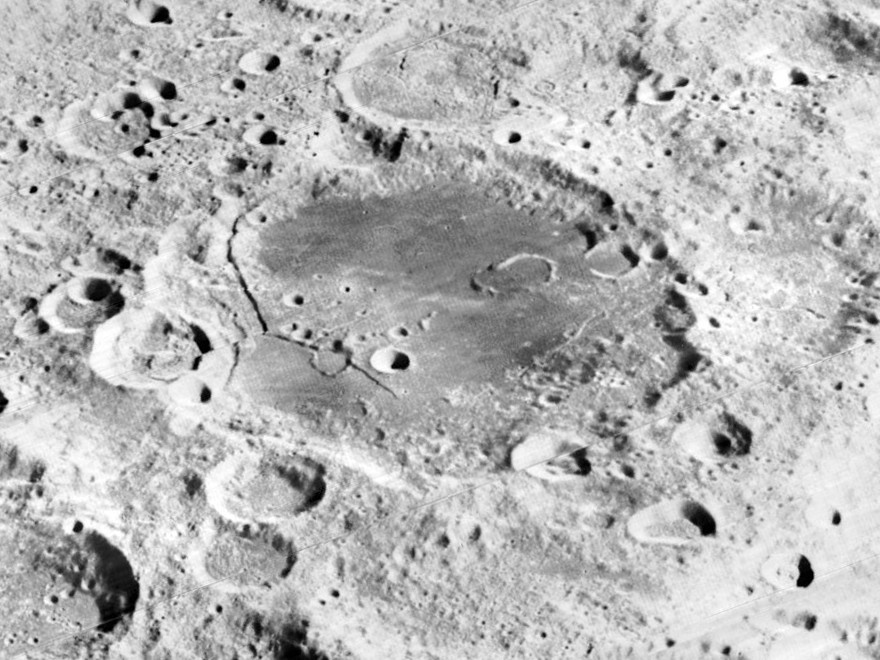
Фотознімок із зонда

Найближчими сусідами кратера є кратер Етвеш на захлді; кратер Павлов на північному заході; кратер Зейдель на північному сході; кратери Лундмарк та Рамзей на південному сході і кратер Рош на південному заході. На північний схід від кратера знаходиться Море Мрії. Селенографічні координати центру кратера 34°51′ пд. ш. 147°17′ сх. д. / 34.85° пд. ш. 147.28° сх. д., діаметр 145,5 км, глибина майже 3 км.
Кратер Жюль Верн знаходиться всередині басейну Південний полюс — Ейткен. За тривалий час свого існування кратер є значно зруйнованим і має полігональну форму. Вал є суттєва згладжений, у північні частині перекривається сателитним кратером Жуль Верн Z (див. нижче), у північно-східній частині сателітним кратером Жуль Верн С, у східній частині сателітним кратером Жуль Верн G. Висота валу над навколишньою місцевістю досягає 1710 м, об'єм кратера становить приблизно 22 700 км³. Дно чаші рівне, затоплене темною базальтовою лавою що є нехарактерним для зворотного боку Місяця, де товщина місячної кори є більшою ніж на видимому боці. У західній частині чаші добре помітні залишки двох невеликих кратерів, вали яких виступають над поверхнею лави. У північно-східній частині чаші розташовується примітний невеликий чашоподібний кратер, у східній та південно-східній частині розташовуються борозни. Менш помітна борозна є у північно-західній частині чаші.

## Сателітні кратери
| Жуль Верн | Координати                                                  | Діаметр, км |
| --------- | ----------------------------------------------------------- | ----------- |
| C         | 33°09′ пд. ш. 149°46′ сх. д. / 33.15° пд. ш. 149.77° сх. д. | 29,6        |
| G         | 35°15′ пд. ш. 150°04′ сх. д. / 35.25° пд. ш. 150.07° сх. д. | 32,1        |
| P         | 37°54′ пд. ш. 145°18′ сх. д. / 37.9° пд. ш. 145.3° сх. д.   | 56,2        |
| R         | 36°54′ пд. ш. 141°12′ сх. д. / 36.9° пд. ш. 141.2° сх. д.   | 42          |
| X         | 32°16′ пд. ш. 145°27′ сх. д. / 32.26° пд. ш. 145.45° сх. д. | 19,5        |
| Y         | 31°27′ пд. ш. 146°22′ сх. д. / 31.45° пд. ш. 146.36° сх. д. | 22          |
| Z         | 32°33′ пд. ш. 147°01′ сх. д. / 32.55° пд. ш. 147.02° сх. д. | 20,3        |

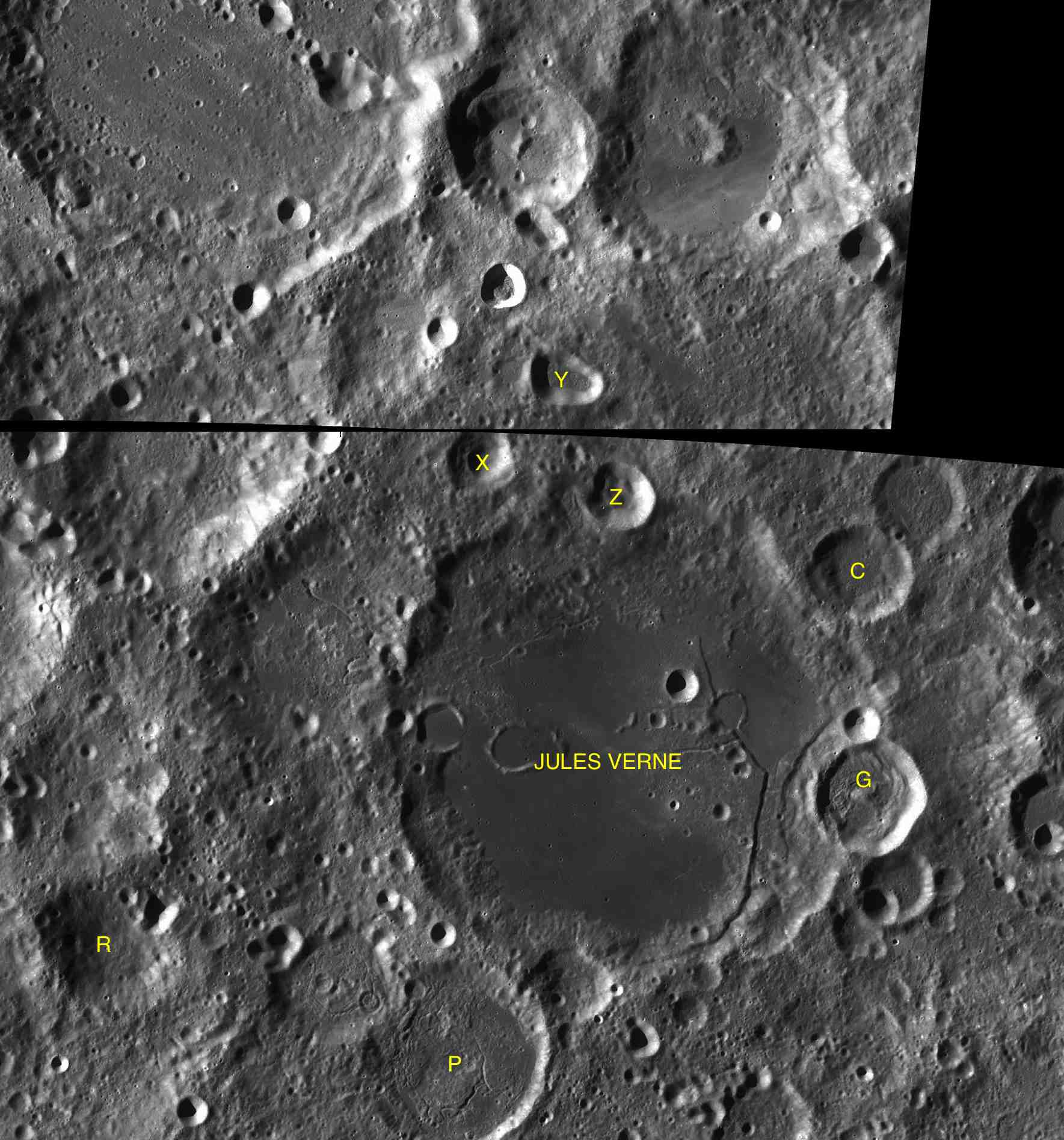
Фрагменти карт LAC-102, LAC-118.

- Утворення сателітних кратерів Жуль Верн C та P належить до нектарського періоду[3].
- Утворення сателітного кратера Жуль Верн G належить до ератосфенівського періоду[3].